# Psychotria homolleae
Psychotria homolleae är en måreväxtart som beskrevs av Cornelis Eliza Bertus Bremekamp. Psychotria homolleae ingår i släktet Psychotria och familjen måreväxter. Inga underarter finns listade i Catalogue of Life.